# Giovanni Battista Morosini
Giovanni Battista Morosini (* 8. März 1782 in Lugano; † 9. April 1874 in Mailand), von Lugano, ab 1842 Österreicher (1860 Verzicht auf die Schweizer Staatsbürgerschaft) war ein Schweizer Rechtsanwalt, Politiker, Richter, Tessiner Grossrat und Staatsrat der (Freisinnig-Demokratische Partei (FDP)).

## Leben
Giovanni Battista Morosini wurde als Sohn des Giuseppe Carlo Pompeo Maria Morosini und seiner Frau Marianna Bossi geboren. Er sass von 1813 bis 1815 im Tessiner Grossrat, den er 1814 präsidierte, und gehörte von 1813 bis 1815 auch dem Staatsrat an. Ab 1815 und erneut ab 1829 war er Richter am kantonalen Appellationsgericht.
Im Jahr 1833 war er Anwalt von Prinzessin Cristina Trivulzio Belgiojoso und stand Tadeusz Kościuszko nahe, einer wichtigen Figur im Kampf um die Unabhängigkeit Polens, die in der Familienvilla in Vezia (heute Villa Negroni) lebte. Seine Gattin, Emilia geborene Zeltner, von
Solothurn, nahm eifrigen Anteil am Kampfe für die italienische Unabhängigkeit. 
Morosini geriet mit seiner Frau in die Wirren des Risorgimento und seinem Sohn Emilio der sich am Aufstand von 1848 (sogenannte Fünf Tage von Mailand) beteiligte und bei der Verteidigung der Römischen Republik ums Leben kam.

## Sonstiges
- Giovanni Battista Morosini Portrait auf lombardiabeniculturali.it/opere-arte